# Gibraltarscy Socjaldemokraci
Gibraltarscy Socjaldemokraci (ang. GSD – Gibraltar Social Democrats) – gibraltarska centrolewicowa partia polityczna, założona w 1989 roku. Powstała po rozpadzie Stowarzyszenia na Rzecz Rozwoju Praw Obywatelskich, jako główna opozycja do Gibraltarskiej Socjalistycznej Partii Pracy. W przeszłości partia centroprawicowa, stopniowo zaczęła głosić program centrolewicowy.
W 2005 roku połączyła się z Partią Pracy Gibraltaru, zachowując swoją dawną nazwę.